# Kanton Couserans Est
Couserans Est is een kanton van het Franse departement Ariège. Het kanton maakt deel uit van het arrondissement Saint-Girons.
Het kanton werd opgericht op 22 maart 2015, bij toepassing van het decreet van 18 februari 2014, en samengesteld uit de gemeenten Alos, Castelnau-Durban, Clermont, Encourtiech, Erp, Esplas-de-Sérou, Lacourt, Lescure, Rimont, Rivèrenert van het op die dag opgeheven kanton Saint-Girons en alle gemeenten van de eveneens op die dag opgeheven kantons La Bastide-de-Sérou, Massat en Oust.

## Gemeenten
Het kanton Couserans Est omvat de volgende gemeenten:
- Aigues-Juntes
- Aleu
- Allières
- Alos
- Alzen
- Aulus-les-Bains
- La Bastide-de-Sérou (hoofdplaats)
- Biert
- Boussenac
- Cadarcet
- Castelnau-Durban
- Clermont
- Couflens
- Durban-sur-Arize
- Encourtiech
- Ercé
- Erp
- Esplas-de-Sérou
- Lacourt
- Larbont
- Lescure
- Massat
- Montagagne
- Montels
- Montseron
- Nescus
- Oust
- Le Port
- Rimont
- Rivèrenert
- Seix
- Sentenac-d'Oust
- Sentenac-de-Sérou
- Soueix-Rogalle
- Soulan
- Suzan
- Ustou